# オマキトカゲ
オマキトカゲ（尾巻蜥蜴、学名：Corucia zebrata）は、トカゲ科オマキトカゲ属に分類されるトカゲ。本種のみでオマキトカゲ属を形成する。

## 分布
ソロモン諸島固有種

## 形態
全長80cmとトカゲ科最大種。
頭部は大型で、吻端は丸い。固い植物を食べるため細かく鋭い歯が無数に並び顎の力も強い。指趾は長く、爪は鉤状に湾曲し鋭く発達し、木にしがみつくのに適している。尾は長く物に巻きつけることができ、和名や英名（Monkey-tailed＝サルのような尾を持った、Prehensile-tailed＝物を掴める尾を持った）の由来になっている。

## 分類
- Corucia zebrata alfredschmidti　Köhler, 1997
- Corucia zebrata zebrata　Gray, 1855

## 生態
森林に生息する。トカゲ科としては珍しい完全な樹上棲種。夜行性で、昼間は樹洞の中で休む。外敵に襲われると口を開けて音を出し威嚇し、それでも相手が怯まない場合は噛みつく。動きは緩慢だが、突発的に素早く動くこともできる。
食性は植物食で、植物の葉（主にサトイモ科）、果実等を食べる。
繁殖形態は卵胎生。妊娠期間は6-8ヶ月で、1回に1-2匹の幼体を産む。メスはしばらくは幼体を保護するとされる。

## 人間との関係
ペット用の乱獲等により生息数は減少している。1992年にワシントン条約附属書II類に掲載されている。
ペットとして飼育されることがあり、日本にも輸入されている。流通量は多くは無いものの、定期的な流通がある。大型種のため飼育にあたっては大型のケージが必要になる。また樹上棲のため、高さのあるケージで飼育するのが望ましい。大型個体に対しては鳥類や哺乳類用のケージ、観葉植物用の温室等が転用されることもある。枝や流木、観葉植物等を組んで活動場所や隠れ家にする。力が強いため枝や流木は固定し動かない様にする。また隠れ家として鳥類や哺乳類用の巣箱を用いることもある。極度の低温に弱いため、冬季には夜間も光の出ない照明器具を照射するかケージを部屋ごとエアコン等で保温する。水入れは全身が漬かれる程の広さがあり、ある程度重さがありひっくり返されない物を用いる。餌として野菜や果物を与えるが、飼育下では植物食の爬虫類用の人工飼料にも餌付く。飼育下ではコオロギを食べた例もある。餌付きの悪い個体や体調を崩した個体に野菜や果物をミキサーにかけジュース状にした物を与えることもある。歯や爪により思わぬ怪我を負う事もあるため取扱いには細心の注意を払い、皮手袋をはめる等して素手で扱うことは避ける。特にオスや出産直後のメスは性質が荒くなるので注意が必要。